# Palpita austrannulata
Palpita austrannulata es una especie de polillas de la familia Crambidae descrita por Hiroshi Inoue en 1996. 
Se encuentra en Australia, donde se ha registrado en Territorio del Norte.